# Nematopoa
Nematopoa là một chi thực vật có hoa trong họ Hòa thảo (Poaceae).

## Loài
Chi Nematopoa gồm các loài: